# Фінал кубка Англії з футболу 1939
Фінал кубка Англії з футболу 1939 — 64-й фінал найстарішого футбольного кубка у світі. Учасниками фіналу були «Портсмут» і «Вулвергемптон Вондерерз». Володарем кубкового трофею став «Портсмут».

## Шлях до фіналу
| «Портсмут»             | «Портсмут» | «Портсмут»               | Раунд           | «Вулвергемптон Вондерерз» | «Вулвергемптон Вондерерз» | «Вулвергемптон Вондерерз» |
| ---------------------- | ---------- | ------------------------ | --------------- | ------------------------- | ------------------------- | ------------------------- |
| Суперник               | Результат  | Матчі                    |                 | Суперник                  | Результат                 | Матчі                     |
| «Лінкольн Сіті»        | 4—0        | 4—0 вдома                | Третій раунд    | «Бредфорд Парк-Авеню»     | 3—1                       | 3—1 вдома                 |
| «Вест-Бромвіч Альбіон» | 2—0        | 2—0 вдома                | Четвертий раунд | «Лестер Сіті»             | 5—1                       | 5—1 вдома                 |
| «Вест Гем Юнайтед»     | 2—0        | 2—0 вдома                | П'ятий раунд    | «Ліверпуль»               | 4—1                       | 4—1 вдома                 |
| «Престон Норт-Енд»     | 1—0        | 1—0 вдома                | Шостий раунд    | «Евертон»                 | 1—0                       | 1—0 вдома                 |
| «Гаддерсфілд Таун»     | 2—1        | 2—1 на нейтральному полі | 1/2 фіналу      | «Грімсбі Таун»            | 5—0                       | 5—0 на нейтральному полі  |

## Матч
| 29 квітня 1939 |

| Портсмут                                | 4:1      | Вулвергемптон Вондерерз |
| --------------------------------------- | -------- | ----------------------- |
| Барлоу 29' Андерсон 43' Паркер 46', 71' | Протокол | Дорсетт 54'             |

| Вемблі, Лондон Глядачів: 99 370 Арбітр: Т.Томпсон |

|  |  |

|                  |  |                   |  |
|                  |  |                   |  |
| В                |  | Гаррі Волкер      |  |
| З                |  | Білл Рочфорд      |  |
| З                |  | Лью Морган        |  |
| ПЗ               |  | Гай Вартон        |  |
| ПЗ               |  | Томмі Роув        |  |
| ПЗ               |  | Джиммі Гатрі (к)  |  |
| Н                |  | Кліфф Паркер      |  |
| Н                |  | Берт Барлоу       |  |
| Н                |  | Джон Андерсон     |  |
| Н                |  | Джиммі Макалінден |  |
| Н                |  | Фред Воррол       |  |
| Головний тренер: |  |                   |  |
| Джек Тінн        |  |                   |  |

|                  |  |                 |  |
|                  |  |                 |  |
| В                |  | Алекс Скотт     |  |
| З                |  | Френк Тейлор    |  |
| З                |  | Білл Морріс     |  |
| ПЗ               |  | Джо Гардінер    |  |
| ПЗ               |  | Стен Калліс (к) |  |
| ПЗ               |  | Том Галлі       |  |
| Н                |  | Тедді Магвайр   |  |
| Н                |  | Дікі Дорсетт    |  |
| Н                |  | Денніс Весткотт |  |
| Н                |  | Алекс Макінтош  |  |
| Н                |  | Стен Бартон     |  |
| Головний тренер: |  |                 |  |
| Френк Баклі      |  |                 |  |